# نتا الکمیستر
نتا الکمیستر (عبری: נטע אלחמיסטר‎ ; متولد ۲۰ آوریل ۱۹۹۴) یک مدل اسرائیلی، طراح لباس شنا و شخصیت رسانه‌های اجتماعی می‌باشد. از سال ۲۰۱۵، نتا مدل اصلی کاسترو بوده‌است. وی بنیانگذار شرکت طراح لباس شنا بنانات می‌باشد. به سخنان انجمن اینترنت اسرائیل، جدای از تجارت و حرفه مدلینگ، نتا سومین اینستاگرامر با نفوذ اسرائیل می‌باشد، بعد از بار رافائلی و آنا زاک. وی اسرائیلی‌تبار می‌باشد که بعد از گال گدوت (بازیگر و مدل اسرائیلی) و بار رافائلی (بازیگر و مدل اسرائیلی)، سومین فالوور شبکه‌های اجتماعی را داراست.

## اوایل زندگی
الکمیستر در ریشون لتسیون، اسرائیل، از پدر و مادری اسرائیلی‌تبار یهودی اشکنازی (اتریشی-یهودی) و یهودی سفاردی (لیبیایی-یهودی و الجزایری-یهودی) متولد شد. پدرش ایال الکمیستر و مادرش واردی (با نه شالوم) است.
نتا به نام سرباز در نیروهای دفاعی اسرائیل در سپاه تله پردازش خدمت نمود.

## حرفه
نتا به نام یک مدل در سال ۲۰۰۹، وقتی که یک نوجوان بود، در سنین ۱۵ سالگی دیده شد. وی بعد از پایان خدمت سربازی خود، شرکت طراح لباس شنا بنانات را با مدل اسرائیلی نوآ بنی تأسیس نمود، که امروزی لباس‌های شنای طراح‌ها نسخه کمی را در سراسر جهان به فروش می‌رسانند. نتا همچنین در شبکه‌های اجتماعی با آنا زاک همکاری می‌کرد.
در سال ۲۰۱۶، نتا مدل جلد لباس شنا بلیزر می‌شود.
در تاریخ ۲۰۲۰، نتا جزعی از ۳ قاضی اصلی رشت ۱۳ نمایش واقعی اسرائیلی کمدی استار بود.

## زندگی شخصی
در سال ۲۰۱۴، نتا با فوتبالیست اسرائیلی رامی گرشون آشنا شد. آنان در سال ۲۰۱۸ ازدواج می‌کنند. آنان درماه ژوئن ۲۰۱۹ ازدواج کردند.
1. ↑  Neta Alchimister reveals the secrets of her success in the interview: "The moment I upload a picture with Rami, a thousand followers drop me" بایگانی‌شده  در ۶ نوامبر ۲۰۱۷ توسط Wayback Machine 11/05/2016, Sharon Yanovsky Kaplan, Nana 10
2. ↑  Leading index accounts for March 2017 بایگانی‌شده  در ۱۵ ژوئیه ۲۰۱۸ توسط Wayback Machine Israeli Internet Association
3. ↑  Mickey Levin (23 October 2016). "נטע אלחימיסטר "לי ולרמי גרשון קשה לנהל" [Neta Alchimister "It's hard for me and Rami Gershon to keep in touch from a distance. It's personal]. Maariv (به عبری). Retrieved 22 March 2021.
4. ↑  בניטה, מאיה (24 June 2021). "הבנות של מלכות היופי שכבשו את הרשת". Ynet.
5. 1 2  Kick to the net AK, 2.6.2015
6. ↑  Neta Alchimister's new and equal job Published: 27.03.17, Ynetnews
7. ↑  Neta Alchimister and Anna Zack talk about everything Rathan Isaac, Maariv, 18/06/17
8. ↑  You can not take your eyes off the screen: Neta Alchimister in a bathing suit Maariv, 11/05/17
9. ↑  Danger, boiling: Neta Alchimister raises the temperature Published: 07.04.16, Ynetnews